# Caterham Racing
Caterham Racing, pierwotnie Team AirAsia – zespół wyścigowy, założony w 2010 roku i uczestniczący od 2011 roku w Serii GP2, a tylko w 2011 roku – w azjatyckiej serii GP2.

## Historia
Zespół został założony przez Tony’ego Fernandesa, który reaktywował także Team Lotus w Formule 1. Team AirAsia został oficjalnie dołączony do stawki zespołów GP2 na sezon 2011, 21 września 2010 roku, wraz z innym debiutanckim zespołem, Carlin Motorsport.

### Sezon 2011
11 marca 2011 roku ogłoszono, że Luiz Razia i Davide Valsecchi – kierowcy Team AirAsia w Serii GP2 i Azjatyckiej serii GP2 – dołączą do zespołu odpowiednio jako trzeci kierowca i kierowca testowy, i będą brać udział w piątkowych sesjach treningowych w trakcie sezonu.
W pierwszym wyścigu na torze Circuit de Monaco Valsecchi odniósł pierwsze dla zespołu zwycięstwo w Serii GP2.
Po zakupie przez Fernandesa firmy Caterham Cars zespół zmienił nazwę na Caterham Team AirAsia. W listopadzie, w związku z przekształceniem Team Lotus w Caterham F1 Team i chęcią ujednolicenia nazwy zespołów należących do Fernandesa, a ścigających się w Formule 1 i Serii GP2, Fernandes przemianował zespół na Caterham Racing.

### Sezon 2012
Kierowcami zespołu na sezon 2012 zostali Giedo van der Garde i Rodolfo González. Van der Garde wygrał pierwszy dla zespołu wyścig podczas zawodów na torze Circuit de Catalunya.

### Sezon 2013
W sezonie 2013 kierowcami Caterham Racing początkowo byli Sergio Canamasas i Ma Qinghua. Po rundzie w Malezji Ma został zastąpiony przez Alexandra Rossiego.

## Wyniki
| Legenda oznaczeń w tabelach wyników Wyświetl szablon na nowej stronie | Legenda oznaczeń w tabelach wyników Wyświetl szablon na nowej stronie                                                                     |
| Oznaczenie                                                            | Wyjaśnienie |
| --------------------------------------------------------------------- | --- |
| Złoty                                                                 | Zwycięzca lub mistrzostwo |
| Srebrny                                                               | 2. miejsce lub wicemistrzostwo |
| Brązowy                                                               | 3. miejsce lub II wicemistrzostwo |
| Zielony                                                               | Ukończył, punktował (w klasyfikacji generalnej, gdy zdobył co najmniej jeden punkt na przestrzeni sezonu, poza trzema powyższymi opcjami) |
| Niebieski                                                             | Ukończył, nie punktował (w klasyfikacji generalnej, gdy nie zdobył co najmniej jednego punktu na przestrzeni sezonu)                      |
| Czerwony                                                              | Nie zakwalifikował się (NZ) |
| Czerwony                                                              | Nie prekwalifikował się (NPK) |
| Różowy                                                                | Nie ukończył (NU) |
| Różowy                                                                | Niesklasyfikowany (NS) (w klasyfikacji generalnej, gdy nie został sklasyfikowany w żadnym wyścigu sezonu)                                 |
| Czarny                                                                | Zdyskwalifikowany (DK) |
| Czarny                                                                | Wykluczony (WYK/EX) |
| Biały                                                                 | Nie wystartował (NW) |
| Biały                                                                 | Kontuzjowany (K/INJ) |
| Biały                                                                 | Wyścig odwołany (OD/C) |
| Bez koloru                                                            | Został wycofany (WYC/WD) |
| Bez koloru                                                            | Nie przybył (NP/DNA) |
| Bez koloru                                                            | Nie brał udziału w treningach (NT/DNP) |
| Bez koloru                                                            | Nie został zgłoszony (–) |
| Pogrubienie                                                           | Start z pole position |
| Kursywa                                                               | Najszybsze okrążenie wyścigu |
| †                                                                     | Nie ukończył, ale jego rezultat został zaliczony ze względu na przejechanie więcej niż 90% dystansu wyścigu.                              |
| *                                                                     | Sezon w trakcie |
| 1/2/3                                                                 | Punktowana pozycja w sprincie |
| Lista systemów punktacji Formuły 1                                    | |

### Seria GP2
| Sezon | Samochód        | Kierowcy            | Wyniki w poszczególnych eliminacjach | Wyniki w poszczególnych eliminacjach | Wyniki w poszczególnych eliminacjach | Wyniki w poszczególnych eliminacjach | Wyniki w poszczególnych eliminacjach | Wyniki w poszczególnych eliminacjach | Wyniki w poszczególnych eliminacjach | Wyniki w poszczególnych eliminacjach | Wyniki w poszczególnych eliminacjach | Wyniki w poszczególnych eliminacjach | Wyniki w poszczególnych eliminacjach | Wyniki w poszczególnych eliminacjach | Wyniki w poszczególnych eliminacjach | Wyniki w poszczególnych eliminacjach | Wyniki w poszczególnych eliminacjach | Wyniki w poszczególnych eliminacjach | Wyniki w poszczególnych eliminacjach | Wyniki w poszczególnych eliminacjach | Wyniki w poszczególnych eliminacjach | Wyniki w poszczególnych eliminacjach | Wyniki w poszczególnych eliminacjach | Wyniki w poszczególnych eliminacjach | Wyniki w poszczególnych eliminacjach | Wyniki w poszczególnych eliminacjach | Wyniki kierowców | Wyniki kierowców | Wyniki zespołu | Wyniki zespołu |
| 2011  |                 |                     | Turcja                               | Turcja                               | Hiszpania                            | Hiszpania                            | Monako                               | Monako                               | Unia Europejska                      | Unia Europejska                      | Wielka Brytania                      | Wielka Brytania                      | Niemcy                               | Niemcy                               | Węgry                                | Węgry                                | Belgia                               | Belgia                               | Włochy                               | Włochy                               |                                      |                                      |                                      |                                      |                                      |                                      | Punkty           | Pozycja          | Punkty         | Pozycja        |
| ----- | --------------- | ------------------- | ------------------------------------ | ------------------------------------ | ------------------------------------ | ------------------------------------ | ------------------------------------ | ------------------------------------ | ------------------------------------ | ------------------------------------ | ------------------------------------ | ------------------------------------ | ------------------------------------ | ------------------------------------ | ------------------------------------ | ------------------------------------ | ------------------------------------ | ------------------------------------ | ------------------------------------ | ------------------------------------ | ------------------------------------ | ------------------------------------ | ------------------------------------ | ------------------------------------ | ------------------------------------ | ------------------------------------ | ---------------- | ---------------- | -------------- | -------------- |
| 2011  | Dallara-Renault | Luiz Razia          | 6                                    | 18                                   | NU                                   | NU                                   | NU                                   | 20                                   | 6                                    | 2                                    | 17                                   | 14                                   | NU                                   | 14                                   | 3                                    | 7                                    | NU                                   | NU                                   | 10                                   | 9                                    |                                      |                                      |                                      |                                      |                                      |                                      | 19               | 12               | 49             | 6              |
| 2011  | Dallara-Renault | Davide Valsecchi    | 16                                   | 16                                   | 4                                    | 4                                    | 1                                    | 5                                    | 3                                    | 4                                    | 14                                   | 17                                   | 13                                   | NU                                   | 16                                   | 14                                   | 10                                   | 10                                   | 20                                   | NU                                   |                                      |                                      |                                      |                                      |                                      |                                      | 30               | 8                | 49             | 6              |
| 2012  |                 |                     | Malezja                              | Malezja                              | Bahrajn                              | Bahrajn                              | Bahrajn                              | Bahrajn                              | Hiszpania                            | Hiszpania                            | Monako                               | Monako                               | Unia Europejska                      | Unia Europejska                      | Wielka Brytania                      | Wielka Brytania                      | Niemcy                               | Niemcy                               | Węgry                                | Węgry                                | Belgia                               | Belgia                               | Włochy                               | Włochy                               | Singapur                             | Singapur                             | Punkty           | Pozycja          | Punkty         | Pozycja        |
| 2012  | Dallara-Renault | Rodolfo González    | NU                                   | 18                                   | 15                                   | 21                                   | 18                                   | 15                                   | 15                                   | 14                                   | 13                                   | 5                                    | 15                                   | 15                                   | 23                                   | NU                                   | 23                                   | 20                                   | 23                                   | 16                                   | NU                                   | 14                                   | 22                                   | 20                                   | NU                                   | 14                                   | 6                | 22               | 166            | 7              |
| 2012  | Dallara-Renault | Giedo van der Garde | 9                                    | 4                                    | NU                                   | 9                                    | 3                                    | 19                                   | 1                                    | 6                                    | 3                                    | 3                                    | 11                                   | 6                                    | 8                                    | 21                                   | 5                                    | 2                                    | 5                                    | 10                                   | 5                                    | 21                                   | NU                                   | 10                                   | 8                                    | 1                                    | 160              | 6                | 166            | 7              |
| 2013  |                 |                     | Malezja                              | Malezja                              | Bahrajn                              | Bahrajn                              | Hiszpania                            | Hiszpania                            | Monako                               | Monako                               | Wielka Brytania                      | Wielka Brytania                      | Niemcy                               | Niemcy                               | Węgry                                | Węgry                                | Belgia                               | Belgia                               | Włochy                               | Włochy                               | Singapur                             | Singapur                             | Zjednoczone Emiraty Arabskie         | Zjednoczone Emiraty Arabskie         |                                      |                                      | Punkty           | Pozycja          | Punkty         | Pozycja        |
| 2013  | Dallara-Renault | Sergio Canamasas    | 19                                   | 15                                   | 20                                   | 11                                   | NU                                   | 14                                   | 15                                   | 11                                   | 23                                   | 20                                   | 12                                   | 17                                   | NU                                   | NU                                   | NU                                   | 12                                   | 9                                    | 11                                   | 19                                   | NU                                   | 12                                   | 8                                    |                                      |                                      | 3                | 25               | 95             | 9              |
| 2013  | Dallara-Renault | Ma Qinghua          | 21                                   | WD                                   | –                                    | –                                    | –                                    | –                                    | –                                    | –                                    | –                                    | –                                    | –                                    | –                                    | –                                    | –                                    | –                                    | –                                    | –                                    | –                                    | –                                    | –                                    | –                                    | –                                    |                                      |                                      | 0                | 35               | 95             | 9              |
| 2013  | Dallara-Renault | Alexander Rossi     | –                                    | –                                    | 3                                    | 20                                   | 6                                    | 6                                    | NU                                   | 19                                   | 10                                   | 9                                    | 11                                   | 6                                    | 13                                   | 16                                   | 3                                    | 22                                   | 8                                    | 2                                    | NU                                   | 23                                   | 1                                    | NU                                   |                                      |                                      | 92               | 9                | 95             | 9              |
| 2014  |                 |                     | Bahrajn                              | Bahrajn                              | Hiszpania                            | Hiszpania                            | Monako                               | Monako                               | Austria                              | Austria                              | Wielka Brytania                      | Wielka Brytania                      | Niemcy                               | Niemcy                               | Węgry                                | Węgry                                | Belgia                               | Belgia                               | Włochy                               | Włochy                               | Rosja                                | Rosja                                | Zjednoczone Emiraty Arabskie         | Zjednoczone Emiraty Arabskie         |                                      |                                      | Punkty           | Pozycja          | Punkty         | Pozycja        |
| 2014  | Dallara-Renault | Rio Haryanto        | 16                                   | 16                                   | 5                                    | NU                                   | 7                                    | 3                                    | 11                                   | 17                                   | 21                                   | NU                                   | 22                                   | 10                                   | NU                                   | 17                                   | NU                                   | 16                                   | 16                                   | 16                                   | 18                                   | 15                                   | 9                                    | 12                                   |                                      |                                      | 28               | 15               | 42             | 11             |
| 2014  | Dallara-Renault | Alexander Rossi     | 22                                   | 25                                   | NU                                   | 14                                   | 16                                   | 11                                   | 8                                    | 5                                    | 12                                   | 21                                   | -                                    | -                                    | -                                    | -                                    | -                                    | -                                    | -                                    | -                                    | -                                    | -                                    | -                                    | -                                    |                                      |                                      | 10 (12)          | 21               | 42             | 11             |
| 2014  | Dallara-Renault | Tom Dillmann        | -                                    | -                                    | -                                    | -                                    | -                                    | -                                    | -                                    | -                                    | -                                    | -                                    | 12                                   | 9                                    | 9                                    | 19                                   | 12                                   | 9                                    | -                                    | -                                    | -                                    | -                                    | -                                    | -                                    |                                      |                                      | 4 (18)           | 19               | 42             | 11             |
| 2014  | Dallara-Renault | Pierre Gasly        | -                                    | -                                    | -                                    | -                                    | -                                    | -                                    | -                                    | -                                    | -                                    | -                                    | -                                    | -                                    | -                                    | -                                    | -                                    | -                                    | 17                                   | NU                                   | 11                                   | 11                                   | 21                                   | 18                                   |                                      |                                      | 0                | 29               | 42             | 11             |

### Azjatycka seria GP2
| Sezon | Samochód        | Kierowcy         | Wyniki                       | Wyniki                       | Wyniki | Wyniki | Wyniki kierowców | Wyniki kierowców | Wyniki zespołu | Wyniki zespołu |
| 2011  |                 |                  | Zjednoczone Emiraty Arabskie | Zjednoczone Emiraty Arabskie | Włochy | Włochy | Punkty           | Pozycja          | Punkty         | Pozycja        |
| ----- | --------------- | ---------------- | ---------------------------- | ---------------------------- | ------ | ------ | ---------------- | ---------------- | -------------- | -------------- |
| 2011  | Dallara-Renault | Luiz Razia       | NU                           | 16                           | NU     | 14     | 0                | 25               | 9              | 7              |
| 2011  | Dallara-Renault | Davide Valsecchi | 3                            | 4                            | DK     | 17     | 9                | 7                | 9              | 7              |

## Statystyki

### Seria GP2
| Rok  | Bolid              | Kierowcy            | Wyścigi | Wygrane | PP | NO | Pkt    | M.K. | M.Z. |
| ---- | ------------------ | ------------------- | ------- | ------- | -- | -- | ------ | ---- | ---- |
| 2011 | Dallara-Mecachrome | Luiz Razia          | 18      | 0       | 1  | 0  | 19     | 12   | 6    |
| 2011 | Dallara-Mecachrome | Davide Valsecchi    | 18      | 1       | 0  | 1  | 30     | 8    | 6    |
| 2012 | Dallara-Mecachrome | Rodolfo González    | 24      | 0       | 0  | 0  | 6      | 22   | 7    |
| 2012 | Dallara-Mecachrome | Giedo van der Garde | 24      | 2       | 2  | 2  | 160    | 6    | 7    |
| 2013 | Dallara-Mecachrome | Sergio Canamasas    | 22      | 0       | 0  | 0  | 3      | 25   | 9    |
| 2013 | Dallara-Mecachrome | Ma Qinghua          | 1       | 0       | 0  | 0  | 0      | 35   | 9    |
| 2013 | Dallara-Mecachrome | Alexander Rossi     | 20      | 1       | 1  | 0  | 92     | 9    | 9    |
| 2014 | Dallara-Mecachrome | Rio Haryanto        | 22      | 0       | 0  | 0  | 28     | 15   | 11   |
| 2014 | Dallara-Mecachrome | Alexander Rossi     | 10(12)  | 0       | 0  | 0  | 10(12) | 21   | 11   |
| 2014 | Dallara-Mecachrome | Tom Dillmann        | 6(8)    | 0       | 0  | 1  | 4(18)  | 19   | 11   |
| 2014 | Dallara-Mecachrome | Pierre Gasly        | 6       | 0       | 0  | 0  | 0      | 29   | 11   |

### Azjatycka Seria GP2
| Rok  | Bolid              | Kierowcy         | Wyścigi | Wygrane | PP | NO | Pkt | M.K. | M.Z. |
| ---- | ------------------ | ---------------- | ------- | ------- | -- | -- | --- | ---- | ---- |
| 2011 | Dallara-Mecachrome | Luiz Razia       | 4       | 0       | 0  | 0  | 0   | 25   | 7    |
| 2011 | Dallara-Mecachrome | Davide Valsecchi | 4       | 0       | 0  | 0  | 9   | 7    | 7    |